# Río Viejo

Localização de Río Viejo do departamento de Bolívar.

Río Viejo é um município da Colômbia no departamento de Bolívar.